# Стереотипи (мультфільм)
«Стереотипи» (рос. Стереотипы) — радянський мультиплікаційний фільм, випущений студією «Союзмультфільм» в 1989 році.

## Сюжет
Мультфільм обігрує і висміює популярні стереотипи про росіян і американців.

## Озвучування
- Девід Іллізей — чоловік
- Луїза Бейкер — жінка

## Знімальна група
- Автори сценарію: Рита Аграчева, Пол Семмон
- Режисер: Юхим Гамбург
- Художники-постановники: Аркадій Шер, Гелій Аркадьєв
- Оператор: Олександр Чеховський
- Композитор: Олександр Градський, Павло Овсянніков
- Звукооператор: Володимир Кутузов